# Piraeus Bank
Piraeus Bank SA (греч. Τράπεζα Πειραιώς Α.Ε., ATHEX: TPEIR) — крупнейший греческий банк, головной банк банковской группы Piraeus Financial Holdings, крупнейшая компания в стране. Штаб-квартира банка расположена в Афинах. В июне 2018 года банк находился на 1606-м месте, опережая Национальный банк Греции (1616-е место), в списке Forbes Global 2000 с выручкой 3,3 млрд долларов США, чистым убытком 226 млн долларов США, активами 81 млрд долларов США (388-е место) и капитализацией 1,7 млрд долларов США. CEO с марта 2017 года является Христос Мегалу (Χρήστος Μεγάλου).

## История
Банк основан 6 июля 1916 года. В 1918 году банк представлен на Фондовой бирже Афин. В 1975—1991 годах находился в государственной собственности, в 1991 году был приватизирован. В 1999 году было открыто отделение в Лондоне. В июне 2000 года банк поглотил «Банк Хиоса» («Τράπεζα Χίου Α.Ε.»), основанный в 1991 году, и «Банк Македонии-Фракии» («Τράπεζα Μακεδονίας-Θράκης Α.Ε.»), в 2003 году поглотил ΕΤΒΑbank, основанный в 1964 году. В 2007 году был куплен украинский «Международный коммерческий банк». В июле 2012 года банк приобрел ATEbank, в декабре 2012 года купил долю Société Générale в Geniki Bank (99 %), и в марте 2013 года приобрел 312 греческих отделений у Банка Кипра, Кипрского народного банка и кипрского банка Hellenic Bank. В июне 2013 года банк приобрел Millennium Bank и в апреле 2014 года приобрел Panellinia Bank (Πανελλήνια Τράπεζα).
Чешская PPF приобрела долю 5,72 % в апреле 2011 года. В апреле 2013 года эта доля перешла к чешскому бизнесмену Иржи Шмейцу, владельцу Emma Capital.
В ходе долгового кризиса в Греции 2010 года и дефолта 2015 года банк перешёл под контроль государства. К концу 2015 года две трети банка принадлежали государственному фонду Hellenic Financial Stability Fund (66,93 %), остальные акции находились в свободном обращении (33,07 %).

## Собственники и руководство
Государственному фонду Hellenic Financial Stability Fund принадлежит 26 %, американской компании Paulson & Co. — 9,13 %, 68,7 % акций находятся в свободном обращении.

## Деятельность
Piraeus Bank работает в различных сферах, включая кредитование, розничный и инвестиционный банкинг, работу с недвижимостью, лизинг и др. На конец сентября 2015 года банк имел 1071 отделений (778 в Греции, 1 в Лондоне и 1 во Франкфурте), дочерние банки в Украине, Великобритании, Болгарии. В отделениях банка работало 15 546 сотрудников (2018).
На конец 2019 года количество отделений в Греции составило 527, количество банкоматов — 1911. Зарубежная сеть состояла из 18 отделений украинского филиала Piraeus Bank ICB, а также 2 отделений в Лондоне и Франкфурте. Активы на конец 2020 года составили 71,6 млрд евро (61,2 млрд на конец 2019 года), из них выданные кредиты составили 39,7 млрд; принятые депозиты составили 60,9 млрд евро.